# Káosz Szerepjáték
A Káosz szerepjáték (rövidítve KRPG) könyv és szerepjátékrendszer 2001-ben jelent meg a Cherubion Könyvkiadó gondozásában. A rendszer megalkotói Nemes István, Bihon Tibor és Hüse Lajos. A játék megalkotásában többen is részt vettek. A Káosz szerepjáték alapjai és Worluk, a káosz világa Nemes István Káosz-ciklusában jelentek meg, legelőször a Káosz Szava című regényében.

## Fajok
Worluk világán több faj él egymás mellett, és mindegyik valami különös képességgel bír:
- Orkok

Robusztus nép, akik képesek egyesülni totemükkel, mely legtöbbször egy ragadozó állat.
A legtöbb ork Dél-Gerondaron a Kondor Birodalomban él de élnek orkok Zhílianon és Maldiberanon is.
- Ogarak

Nagydarab torzszülöttek, akik két fejjel, több karral, savas nyállal vagy ezer szemmel jönnek a világra.
- Manók

Korcs, ostoba népség, akiket Verghaust teremtett, és akiken nem fognak a mérgek.
- Gnómok

Dongalábú, hegyesfülű félénk lények, akik mindenkinél jobban értenek a mechanikához, ami nem meglepő, hisz a Föld távoli jövőjéből, a Gépistenek korából származnak. Képesek érzékelni a jövőt, többnyire érzések és álmok alapján, így a legtöbb jós a gnómok közül kerül ki.
- Törpék

Zömök kovácsok, akik a puszta akaratukkal formálják a fémeket. Többnyire mind a rendet szolgálják, kivéve a káoszhitű Kitaszítottakat. Őket a rendhívő törpék kötelességüknek érzik elpusztítani, hogy kiköszörüljék a méltóságukon esett csorbát.
- Elfek

A szépek népe, akik képesek gyökeret növeszteni. Két fajtájuk elterjedt Worluk világán, a hedonista, törékeny, művészlelkű erdei tündérek és a szikár, szófukar bérci könnyűléptűek.
- Gilfek

Az elfek rokonai, akik akár a halálból is visszatérnek regenerációs képességeiknek köszönhetően. Manapság már csupán gilf asszonyok élnek, mivel a gilf fiúgyerekek pár nappal a születés után elsorvadnak. Egyesek szerint ez a guarnik átka, annak ellenére, hogy nem biztos, hogy a gilfek vetettek véget a birodalomnak, pláne, hogy a varázs a drének idejében kezdett megfoganni. A gilf asszonyok ezért az életképes félvéreket kutatják fel, hogy megőrizhessék a gilf vér tisztaságát, amennyire lehet.
- Tündérkék

Apró, szárnyas, csínytevő faj, akik apró trükkökkel és csodákkal teszik pokollá mások életét.
- Gyíklények

Kifürkészhetetlen gondolkodású, pikkelyes népség, akik birtokolják a Kő Énekét, mellyel sziklává tudnak válni.
- Gennymanók

Undorító kinézetű, jellemű nyálkás fajzatok – nomen est omen –, akik képesek bármit ellopni, legyen az tárgy, testrész, vagy elvont fogalom.
- Emberek

Jelenleg a legelterjedtebbek Worlukon. A kevés megmaradt gázlény is embernek álcázva magát marad életben.
- Félvérek

A félvérek közé tartoznak a félorkok, félelfek, félgilfek, félogarak, valamint a szürkemanók.

## Mágia
Worlukon a mágiának több ágazata van:
- Akadémikus

E stílus alkalmazói kötött formulákat ismernek, és azokon keresztül tudnak hatni a világra.
- Szabad

A szabad mágia használóit nem köt erejükön kívül más, csak a képzelőerejük.
- Szakrális

A papok és druidák mind erejüket, mind varázslataikat közvetlenül az isteneiktől kapják.
- Vadmágusok

Emberek – és egyebek – akik mágikus képességekkel születnek. Míg sokan képtelenek varázsolni, addig a vadmágusok gyakran képtelenek nem varázsolni, ami sokszor életükbe kerül.
- Praktikus

Az egyszerű ráolvasások és rigmusok

## Rendszer
A Káosz Szerepjáték rendszer jártasságalapú, azaz kasztok helyett a játékos jártasságpontok alapján határozza meg karaktere létrehozását és fejlődését.
4 főképesség, valamint 8+1 alképesség van:
- Főképességek(alképességek):
- Fizikum (Erő/Szívósság)
- Rátermettség (Ügyesség/Reflex)
- Tudat (Intelligencia/Lelkierő)
- Esszencia (Varázserő/Esszenciapajzs)
- Gyorsaság

A rendszer alapvetően d100 motort használ, mint a Call of Cthulhu, annyi különbséggel, hogy itt a képesség/jártasság értéke (0-10) a célszámértékével(1-10) adja meg azt a számot, amely alá kell dobni, hogy a próba sikerüljön. Más kockák (d6, d10) ritkábban, csak sebzéseknél és varázslatoknál fordulnak elő, egyetlen kivétel a kezdeményezés, amihez mindig d6 járul hozzá.
A rendszer a harcot nem körökre osztja, hanem lineárisan, egy vonal mentén követi végig; a fegyverek sebzését nem kockák, hanem szorzók jelentik. Ezekkel a számokkal szorozzák be a csapás során elért eredményt.

## Kiegészítők
A Káosz Szerepjátékhoz eddig két kiegészítő jelent meg, még a kiadás évében: egy paraván, valamint egy modullal egybekötött bestiárium. Tervbe volt véve egy kiegészítő, amely a Nordes munkacímet viselte volna (az eredeti koncepció az volt, hogy kiegészítőnként végigmennek a világon, és azon túl), ám mindezidáig nem jelent meg.

## Megjelent irodalom
A könyvek túlnyomó része a Cherubion Könyvkiadó gondozásában jelent meg.
A Káosz-ciklus regényei.
Skandar Graun-regények:
- John Caldwell – A Káosz Szava
- John Caldwell – A Káosz Szíve
- John Caldwell – A Káosz Éve
- John Caldwell – A Káosz Káosza
- John Caldwell – A Káosz Elszabadul
- John Caldwell – Fényhozó
- John Caldwell – A Káosz Kincse
- John Caldwell – A Káosz Sárkányai
- John Caldwell – Káosz Dréniában
- John Caldwell – Káosz Dréniában v2.0 – A brutális verzió
- John Caldwell – Vérkáosz
- John Caldwell – A Káosz Ünnepe

Az ifjú Skandar Graun történetei:
- John Caldwell – Lélektánc
- John Caldwell – Orktánc
- John Caldwell – Haláltánc

A Káosz-ciklushoz szorosan kapcsolódó regények és kisregények
- John Caldwell & Garry Hamilton – Tök Káosz (kisregény)
- John Caldwell – A Káosz Virágai (regény)
- John Caldwell – Drén fivérek (regény)
- John Caldwell – A Farkasember utolsó éjszakája (regény)
- John Caldwell – Pont egy ponty (kisregény)
- John Caldwell – Démonok (kisregény)
- John Caldwell – Démonmágus (regény)
- Jeffrey Stone – Az Élőhalott Balladája (regény-trilógia)
- John Caldwell – Nincs kegyelem (regény)
- John Caldwell – Trollvadászok (kisregény)
- John Caldwell – Jégmágia (regény)
- John Caldwell – A halál árnyéka (regény)
- John Caldwell – A Döberki Rém (kisregény)
- John Caldwell – A Káosz Sötét Oldala (regény)
- Colin J. Fayard & John Caldwell & Bán Mór – Kard, buzogány, könyv (kisregény)

További írások, amelyek a Káosz Világán játszódnak, de nem csatlakoznak közvetlenül a Káosz-ciklushoz.
- Adrian D. Black – Büntetés (novella)
- Adrian D. Black – Sárkánypapok (novella)
- Alec Norwood – Celihna könnyei (novella)
- Allen Newman – Fekete lobogó, vörös sárkány (novella)
- Allen Newman – Interregnum (regény)
- Allen Newman – Légy a levesben (novella)
- Allen Newman – Rekviem (regény)
- Benjamin Rascal – Fondorkodó orkok (novella)
- Benjamin Rascal – Roahmyer, a Rettenetes (novella)
- Colin J. Fayard – A Magnólia Nővérei (regény)
- Colin J. Fayard – A törvény szigora (kisregény)
- Colin J. Fayard – Legjobbnak lenni (novella)
- Colin J. Fayard – Yvorl halott (novella)
- Daniel P. Cambell – Bölcsődal (regény)
- David Gray (író) – Worluk átka (regény)
- Douglas Rowland – Észveszejtő kincs (novella)
- Eric Muldoom – Codric (regény)
- Eric Muldoom – Hollók (novella)
- Eric Muldoom – Vérhold (novella)
- George Stark – Jeffrey Stone – A Menyét Éve (regény)
- Jasper Payent – Yamael (kisregény)
- Jeffrey Stone – A bosszú démona (regény)
- Jeffrey Stone – Farkas ellen farkast (novella)
- Jeffrey Stone – Gyémántváros (2 novella + 1 kisregény)
- Jessica J. Brutal – Bábuk (novella)
- Jessica J. Brutal – Vérbosszú (novella)
- Krystohans – Farkastestvérek (regény)
- Krystohans – Grooms áldásával (novella)
- Krystohans – Időtlen szövetségben (novella)
- Krystohans – Papírarany (novella)
- Krystohans – Sörben az igazság (regény)
- Krystohans – Végre egy méltó ellenfél (novella)
- John Caldwell & Benjamin Rascal – Vak-merőség (kisregény)
- John Caldwell & Benjamin Rascal – A Sárkány könnyei (novella)
- John Caldwell – A boszorkány átka (novella)
- John Caldwell – A Síró Madzsun (regény)
- John Caldwell – Elf Mágia (regény)
- John Caldwell – Tripó és a két egyszarvú (novella)
- John Caldwell – Tripó és a tündérmanó (novella)
- L. Strong & John Caldwell – Pirtó néne gyógykenőcse (novella)
- Oszlánszky Zsolt – Fagyhatár (novella)
- Robert Knight – Jótett helyébe… (novella)
- Robert Knight – Manócsapás (novella)
- Robert Knight – Ősök szava (novella)
- Susan Salina – Fénymarék (regény)
- Susan Salina – Lelkek kútja (regény)
- Susan Salina – Mire jók a barátok (novella)
- Susan Salina – S'Almeyna (regény)
- Susan Salina – Tükröm, tükröm… (kisregény)
- Szántó Tibor (író) – Grooms ünnepe (novella)
- Szántó Tibor – Kaftántolvajok (novella)
- Tim Zocney – A gilfek kincse (regény)
- Tim Zocney – Goblinfattyú (kisregény)
- Tim Zocney – Kívánság (novella)

## Külső hivatkozások
- A Káosz Világa szerepjáték kiadójának hivatalos honlapja  Archiválva 2019. április 4-i dátummal a Wayback Machine-ben